# Становая (приток Утки)
Становая (в верховьях также Ближняя Становая)— река на Урале, в Шалинском городском округе Свердловской области. Приток Дикой Утки, левого притока Чусовой. Длина Становой 17 км. Площадь водосборного бассейна — 59 км².

## География
Становая (в верховьях Ближняя Становая ) берёт начало в лесах в 3 км западнее железнодорожного остановочного пункта Берлога, течёт преимущественно на юг, через 7 километров сливается с впадающей справа рекой Дальняя Становая, после чего река получает название собственно Становая и течёт преимущественно на восток и юго-восток. Впадает в Утку слева в 34 км от её устья, приблизительно в 3 км южнее посёлка Сабик.

## Данные водного реестра
По данным государственного водного реестра России, река Становая относится к Камскому бассейновому округу, водохозяйственный участок реки — Чусовая от города Ревды до в/п посёлка Кына, речной подбассейн Камы до Куйбышевского водохранилища (без бассейнов рек Белой и Вятки), речной бассейн Камы. Код объекта в государственном водном реестре — 10010100612111100010508.